# Julieta Pestarino
Julieta Pestarino es una investigadora, historiadora del arte y curadora argentina, especializada en estudios sobre fotografía Argentina y latinoamericana.  
Actualmente reside en Los Ángeles, Estados Unidos, donde trabaja como Assistant Curator de Fotografía Latinoamericana en el Getty Museum. 

## Biografía
Julieta Pestarino se formó como licenciada en Artes en la Universidad de Buenos Aires (UBA), donde también obtuvo una maestría en Historia del Arte. Posteriormente, continuó su formación académica en Europa, especializándose en estudios curatoriales y en la historia de la fotografía.  Ha colaborado en diversos proyectos académicos y curatoriales, destacándose en el ámbito de la fotografía contemporánea y la producción artística de artistas exiliados o desplazados, con un enfoque crítico sobre el colonialismo y las narrativas visuales.

## Carrera profesional
Julieta Pestarino se formó como licenciada en Ciencias Antropológicas en la Universidad de Buenos Aires (UBA), donde también obtuvo un Doctorado en Historia y Teoría de las Artes. También realizó la Mestría en Curaduría en Artes Visuales en la Universidad Nacional de Tres de Febrero (UNTREF). Posteriormente, continuó su formación académica en Europa, especializándose en estudios curatoriales y en la historia de la fotografía.  Ha colaborado en diversos proyectos académicos y curatoriales, destacándose en el ámbito de la fotografía contemporánea y la producción artística de artistas exiliados o desplazados, con un enfoque crítico sobre el colonialismo y las narrativas visuales
Pestarino ha desarrollado una destacada carrera académica y curatorial tanto en Argentina como en Europa. Actualmente trabaja como Assistant Curator de Fotografía Latinoamericana en el Getty Museum de Los Ángeles, donde realiza investigaciones en torno a la fotografía y su relación con los discursos históricos y culturales. Además, es investigadora del Consejo Nacional de Investigaciones Científicas y Técnicas (CONICET) en Argentina. Anteriormente, colaboró con el Kunsthistorisches Institut in Florenz (Max-Planck-Institut), Alemania  en proyectos de investigación vinculados a la historia de la fotografía y el arte moderno.

## Curaduría e investigación
A lo largo de su carrera, Julieta Pestarino ha trabajado en múltiples proyectos internacionales, colaborando con instituciones de renombre. Su enfoque curatorial se centra en la fotografía contemporánea y la producción artística de artistas exiliados o desplazados, con una perspectiva crítica sobre el colonialismo y las narrativas visuales. Ha trabajado en la recuperación de fotógrafas pioneras en América Latina, como Julia Chambi, la primera fotógrafa andino-peruana.

## Publicaciones
Julieta Pestarino ha publicado numerosos artículos académicos y capítulos de libros en colaboración con otras investigadoras e instituciones internacionales.  Sus escritos abordan temas como la fotografía latinoamericana, los cruces entre historia y memoria visual, y el papel de la imagen en la construcción de identidades migrantes. Ha publicado investigaciones en el repositorio de CONICET, abordando la influencia de la fotografía en la memoria cultural. Asimismo, sus trabajos se encuentran disponibles en plataformas académicas como Academia.edu y ResearchGate.

## Reconocimientos
Ha recibido diversas becas y reconocimientos internacionales por su labor investigativa y curatorial, incluyendo financiamiento para proyectos de investigación en instituciones académicas de renombre.